# Fener
Fener, Fanar o Phanar (grec Φανάρι pronunciat fa'nari) és un mahalle històric al barri de Balat, al costat del Corn d'Or, al districte de Fatih, Istanbul, zona antiga de la capital plena de cases històriques i d'esglésies gregues i sinagogues, algunes del temps dels romans d'Orient i altres del temps otomans, com la Sinagoga Ahrida. Fener és una paraula turca que vol dir "far", "llanterna", el mateix significat de la grega fanari (φανάρι).
La tradició diu que el barri de Fener (o Fanar en grec) fou concedit als grecs després de la caiguda de Constantinoble el 1453. El patriarcat va passar de Santa Sofia a l'església dels Sants Apòstols i el 1456 a l'església veïna de Pammakaristos. Quan aquesta fou transformada en la mesquita Fethiye Jamia (1586), el patriarcat es va traslladar al barri de Fanar i el 1603 es va establir definitivament a l'església de Sant Jordi on encara roman. La seu ortodoxa és coneguda com el Fanar igual que la catòlica és coneguda com el Vaticà. Al barri també s'hi van instal·lar algunes velles famílies romanes d'Orient de les poques que van restar a Constantinoble sota domini turc. Les famílies gregues que vivien a l'entorn del patriarcat foren anomenades en conjunt com a fanariotes.
Aquests fanariotes van començar a adquirir càrrecs importants, especialment hospodars o voivodes de Moldàvia i Valàquia després del 1711 i el 1716. Entre les principals famílies cal destacar als Cantacuzens, Skarlatos, Mavrokordatos, Gkikas, Karatzas, Soutsos, Khantzeres (turc Handjeri), Maurogenes, Ipsilanti (Ypsilantes o Hypsilantes) Mourouzes, Kallimakhes, Mousouros i Aristarkhes.
A partir de la meitat del segle xviii moltes famílies fanariotes van abandonar el barri i es van instal·lar a altres llocs de la capital a la vora del Bòsfor com Kurucesme, Arnavutköy i Trabya. Després de la independència grega (1821) molts van emigrar cap a Grècia.